# The Wrath of Cactus Moore
The Wrath of Cactus Moore est un film muet américain réalisé par William V. Mong et sorti en 1916.

## Fiche technique
- Réalisation : William V. Mong
- Date de sortie :
  - États-Unis : 17 octobre 1916

## Distribution
- William V. Mong
- Joe Ryan
- Peggy Coudray
- Lydia Yeamans Titus
- E.P. Evers